# Rio Pomba (ort)
Rio Pomba är en ort i Brasilien.   Den ligger i kommunen Rio Pomba och delstaten Minas Gerais, i den sydöstra delen av landet, 800 km sydost om huvudstaden Brasília. Rio Pomba ligger 448 meter över havet och antalet invånare är 13 706.
Terrängen runt Rio Pomba är platt åt sydost, men åt nordväst är den kuperad. Rio Pomba ligger nere i en dal. Rio Pomba är det största samhället i trakten.
Omgivningarna runt Rio Pomba är huvudsakligen savann. Runt Rio Pomba är det ganska glesbefolkat, med 32 invånare per kvadratkilometer.